# Korijärve
Korijärve – wieś w Estonii, prowincji Valga, w gminie Tõlliste.